# Klaus Brummer
Klaus Brummer (* 1977 in Fürth, Bayern) ist ein deutscher Politikwissenschaftler.

## Leben
Von 1997 bis 2002 studierte Brummer Politikwissenschaft und Neuere bzw. Neueste Geschichte an der FAU Erlangen-Nürnberg und der Graduate School for Political Science der Duke University in den USA. 2012 folgte die Habilitation im Fach Politische Wissenschaft. Von 2013 bis 2014 vertrat er die Professur für Politische Wissenschaft an der FAU Erlangen-Nürnberg, von 2014 bis 2016 die Professur für Politikwissenschaft IV: Außenpolitik & Internationale Politik an der Geschichts- und Gesellschaftswissenschaftlichen Fakultät der Katholischen Universität Eichstätt-Ingolstadt. Im Rahmen einer Neuorganisation wurde die Professur im Mai 2016 zum Lehrstuhl für Internationale Beziehungen, den Brummer als Lehrstuhlinhaber übernahm.

## Publikationen
- Konfliktbearbeitung durch internationale Organisationen. Wiesbaden: VS, Verlag für Sozialwiss., 2005.
- Der Europarat: eine Einführung. Wiesbaden: VS, Verlag für Sozialwiss., 2008.
- Zehn Jahre Deutschland in Afghanistan. Wiesbaden: VS, Verlag für Sozialwiss., 2011. (als Herausgeber)
- Die Innenpolitik der Außenpolitik. Wiesbaden: Springer VS, 2013.
- Außenpolitikanalyse. München: Oldenbourg, 2014. (zusammen mit Kai Oppermann)